# 48e cérémonie des Annie Awards
La 48e cérémonie des Annie Awards (en anglais : 48th Annie Awards), organisée par l'Association internationale du film d'animation, s'est déroulée le 16 avril 2021 au Royce Hall (en) de l'Université de Californie à Los Angeles pour récompenser les films d'animation sortis en 2020. 

## Nominations
Le 3 mars 2021, les nominations pour les prix Annie ont été annoncées. Soul et Le Peuple Loup sont en tête avec 10 nominations chacun. 

## Palmarès
Toutes les informations proviennent du site officiels des Annie Awards et des magazines Variety et Deadline,,.

### Meilleur film d'animation
- Soul - Pixar Animation Studios
  - En avant - Pixar Animation Studios
  - Les Croods 2 : Une Nouvelle ère (The Croods: A New Age) - DreamWorks Animation
  - La Famille Willoughby (The Willoughbys) - BRON Studios (pour Netflix)
  - Les Trolls 2 : Tournée mondiale (Trolls World Tour) - DreamWorks Animation

### Meilleur film d'animation indépendant
- Le Peuple Loup (WolfWalkers) - Cartoon Saloon et Melusine Production
  - Calamity, une enfance de Martha Jane Cannary - Maybe Movies
  - On-Gaku : Notre rock ! (音楽) - Rock’n Roll Mountain et Tip Top
  - Ride Your Wave (きみと、波にのれたら) - Science SARU
  - Shaun le mouton le film: la ferme contre-attaque (A Shaun the Sheep Movie: Farmageddon) - Aardman Animations (pour Netflix)

### Meilleur programme spécial d'animation
- La Baleine et l'Escargote - Magic Light Pictures
  - Libresse / Bodyform (#WombStories) - Chelsea Pictures
  - Nixie & Nimbo - Hornet
  - L'Odyssée de Choum - Picolo Pictures
  - Baba Yaga - Studio Baobab

### Meilleur court métrage d'animation
- Souvenir Souvenir - Blast Production
  - KKUM (꿈) - Kangmin Kim
  - Filles Bleues, Peur Blanche - Miyu Productions
  - The Places Where We Live (Cake) - FX Production
  - World of Tomorrow Episode Three: The Absent Destinations of David Prime - Don Hertzfeldt

### Meilleure publicité animée à la télévision
- There's a monster in my kitchen - Cartoon Saloon et Mother
  - Max & Maxine - Hornet
  - The Last Mile - Nexus Studios
  - Edgar’s Christmas - Pasion Animation Studios
  - Travel the Vote - Hornet

### Meilleure production animée pour le public pré-scolaire
- Les Aventures de Paddington (The Adventures of Paddington) - Blue-Zoo Animation Studio et Nickelodeon Animation Studio
  - Les Muppet Babies (Muppets Babies) - Oddbot et Disney Junior
  - Eau-Paisible (Stillwater) - Scholastic et Gaumont
  - Buddi - Unanico Group
  - Xavier Riddle and the Secret Museum - 9 Story Media Group et Brown Bag Films

### Meilleure production animée pour les jeunes
- Hilda - Silvergate Media (pour Netflix)
  - Le Destin des Tortues Ninja (Rise of the Teenage Mutant Ninja Turtles) - Nickelodeon Animation Studio
  - She-Ra et les Princesses au pouvoir (She-Ra and the Princesses of Power) - DreamWorks Animation
  - Star Wars: The Clone Wars - Lucasfilm Animation
  - Victor et Valentino - Cartoon Network Studios

### Meilleure production animée pour les adultes
- Primal (Genndy Tartakovsky’s Primal) - Cartoon Network Studios
  - Close Enough - Cartoon Network Studios
  - Harley Quinn - Eshugadee Productions et Warner Bros. Animation
  - Rick and Morty - Rick and Morty LLC
  - The Midnight Gospel - Titmouse Animation (pour Netflix)

### Meilleur film étudiant
- La Bestia - Marlijn Van Nuenen, Ram Tamez et Alfredo Gerard Kuttikatt
  - Coffin - Yuanqing Cai, Nathan Crabot, Houzhi Huang, Mikolaj Janiw, Mandimby Lebon et Théo Tran Ngoc
  - 100,000 Acres of Pine - Jennifer Alice Wright
  - Latitude du printemps - Sylvain Cuvillier, Chloé Bourdic, Théophile Coursimault, Noémie Halberstam, Maélis Mosny et Zijing Ye
  - O Black Hole! - Renee Zhan

### Meilleur effets spéciaux et d'animation dans une série ou production TV
- Jurassic World: La colo du Crétacé (Jurassic World: Camp Cretaceous) - Emad Khalili et Ivan Wang
  - Fast and Furious : Les Espions dans la course (Fast & Furious: Spy Racers) - Chris Browne, Brand Webb, Russell Richardson, Ardy Ala et Reggie Fourmyle
  - La Vie en lumière (Lamp Life) - Greg Gladstone, Keith Daniel Klohn et Matthew WonG
  - Mages et Sorciers : Les Contes d'Arcadia (Tales of Arcadia: Wizards) - Greg Lev, Igor Lodeiro, Brandon Tyra, Cui Wei et Ma Xiao
  - Transformers : La trilogie de la Guerre pour Cybertron (Transformers: War For Cybertron Trilogy) - Masanori Sakakibara

### Meilleur effets spéciaux et d'animation dans un long-métrage
- Soul - Tolga Göktekin, Carl Kaphan, Hiroaki Narita, Enrique Vila et Kylie Wijsmuller
  - Voyage vers la Lune - Ian Farnsworth, Brian Casper, Reinhold Rittinger, Zoran Stojanoski et Jennifer Lasrado
  - Les Croods 2 : une nouvelle ère (The Croods: A New Age) - Amaury Aubel, Domin Lee, Alex Timchenko, Andrew Wheeler et Derek Cheun
  - Les Trolls 2 : Tournée mondiale (Trolls World Tour) - Zachary Glynn, Landon Gray, Youxi Woo, John Kosnik et Doug Rizeako
  - Le Peuple Loup (WolfWalkers) - Kim Kelly, Leena Lecklin, Frédéric Plumey, Almu Redondo et Nicole Storck

### Meilleure animation des personnages dans une série ou production TV
- Hilda - David Laliberté
  - BoJack Horseman - James Bowman
  - Cosmos: Nouveaux Mondes (Cosmos: Possible Worlds) - Dan MacKenzie
  - Alien Xmas - Kim Blanchette
  - La Vie en lumière (Lamp Life) - Lucas Fraga Pacheco

### Meilleure animation des personnages dans un long-métrage d'animation
- Soul - Michal Makarewicz
  - En avant - Shaun Chacko
  - Les Croods 2 : une nouvelle ère (The Croods: A New Age) - Rani Naamani
  - La Famille Willoughby (The Willoughbys) - Andrés Bedate Marti
  - Le Peuple Loup (WolfWalkers) - Emmanuel Asquier-Brassart

### Meilleure animation des personnages dans un long-métrage en prises de vues réelles
- The Mandalorian - Nathan Fitzgerald, Leo Ito, Chris Rogers, Eung Ho Lo et Emily Luk
  - Les Chroniques de Noël 2 (The Christmas Chronicles 2) - Nick Stein, Caroline Ting, Sebastian Trujillo, David Yabu et Paul Ramsden
  - The Umbrella Academy : Saison 2 -  Aidan Martin, Hunter Parks, Craig Young, Viki Yeo et Krystal Sae Eua
  - Timmy Failure : Des erreurs ont été commises (Timmy Failure: Mistakes Were Made) - Anders Beer, Marianne Morency, Hennadii Prykhodko, Sophie Burie et Cedric Le Poullennec

### Meilleure animation des personnages dans un jeu vidéo
- Marvel’s Spider-Man Miles Morales -  Brian Wyser, Michael Yosh, Danny Garnett et David Hancock
  - League of Legends - Jose “Sho” Hernandez, Lana Bachynski, Christopher Hsing, Matthew Johnson et Jason Hendrich
  - Ori and the Will of the Wisps -  Jim Donovan, Warren Goff, Boris Hiestand, Kim Nguyen et Jason Martinsen
  - The Last of Us Part II -  Jeremy Yates, Eric Baldwin, Almudena Soria, Michal Mach et August Davies

### Meilleure conception des personnages dans une série ou production TV
- Amphibia -  Joe Sparrow
  - BNA: Brand New Animal -  Yusuke Yoshigaki
  - Craig de la crique (Craig of the Creek) -  Danny Hynes
  - Looney Tunes Cartoons -  Jim Soper
  - Luz à Osville (The Owl House) -  Marina Gardner

### Meilleure conception des personnages dans un long-métrage d'animation
- Le Peuple Loup (WolfWalkers) - Federico Pirovano
  - Les Croods 2 : une nouvelle ère (The Croods: A New Age) - Joe Pitt
  - La Famille Willoughby (The Willoughbys) - Craig Kellman
  - Soul - Daniel López Muñoz
  - Les Trolls 2 : Tournée mondiale (Trolls World Tour) - Timothy Lamb

### Meilleure réalisation dans une série ou production TV
- Primal (Genndy Tartakovsky’s Primal) - Genndy Tartakovsky
  - Great Pretender -  Hiro Kaburagi
  - Mao Mao : Héros au cœur pur (Mao Mao: Heroes of Pure Heart) -  Michael Moloney
  - Le Destin des Tortues Ninja (Rise of the Teenage Mutant Ninja Turtles) - Alan Wan
  - Le Monde Merveilleux de Mickey Mouse (The Wonderful World of Mickey Mouse) - Eddie Trigueros

### Meilleure réalisation dans un long-métrage d'animation
- Le Peuple Loup (WolfWalkers) - Tomm Moore et Ross Stewart
  - Voyage vers la Lune - Glen Keane
  - Ride Your Wave -  Masaaki Yuasa
  - Soul - Pete Docter et Kemp Powers
  - Calamity, une enfance de Martha Jane Cannary - Rémi Chayé

### Meilleure musique dans une série ou production TV
- Star Wars: The Clone Wars - Kevin Kiner
  - Mira, Détective Royale (Mira, Royal Detective) - Amritha Vaz, Matthew Tishler et Jeannie Lurie
  - Star Trek: Lower Decks - Chris Westlake
  - Blood of Zeus - Paul Edward-Francis
  - The Tiger Who Came to Tea -  David Arnold et Don Black

### Meilleure musique dans un long-métrage d'animation
- Soul - Trent Reznor, Atticus Ross et Jon Batiste
  - En avant -  Mychael Danna et Jeff Danna
  - Voyage vers la Lune - Steven Price, Christopher Curtis, Marjorie Duffield et Helen Park
  - Le Peuple Loup (WolfWalkers) - Bruno Coulais
  - La Famille Willoughby (The Willoughbys) - Mark Mothersbaugh, Alessia Cara, Jon Levine et Colton Fisher

### Meilleurs décors dans une série ou production TV
- L'Odyssée de Choum - Julien Bisaro
  - Baba Yaga - Glenn Hernandez et Matthieu Saghezchi
  - Les Aventures de Paddington (The Adventures of Paddington) - Negar Bagheri
  - To Gerard -  Raymond Zibach
  - Nico Nickel le camion poubelle (Trash Truck) - Eastwood Wong, Sylvia Liu, Elaine Lee, Tor Aunet et Lauren Zurcher

### Meilleurs décors dans un long-métrage d'animation
- Le Peuple Loup (WolfWalkers) - María Pareja, Ross Stewart et Tomm Moore
  - Soul - Steve Pilcher, Albert Lozano, Paul Abadilla et Bryn Imagire
  - La Famille Willoughby (The Willoughbys) - Kyle McQueen
  - En avant - Noah Klocek, Sharon Calahan, Huy Nguyen, Bert Berry et Paul Conrad
  - Les Trolls 2 : Tournée mondiale (Trolls World Tour) - Kendal Cronkhite Shaindlin et Timothy Lamb

### Meilleur storyboard dans une série ou production TV
- Looney Tunes Cartoons - Andrew Dickman
  - Les Green à Big City (Big City Greens) - Kiana Khansmith
  - Les pérégrinations d'Archibald (Archibald’s Next Big Thing) - Ben McLaughlin
  - Mortal Kombat Legends: Scorpion's Revenge - Milo Neuman
  - L'Odyssée de Choum - Julien Bisaro

### Meilleur storyboard dans un long-métrage d'animation
- Soul - Trevor Jimenez
  - Aya et la sorcière (Earwig and the Witch) - Goro Miyazaki
  - Le Peuple Loup (WolfWalkers) - Guillaume Lorin
  - Les Croods 2 : une nouvelle ère (The Croods: A New Age) - Evon Freeman
  - Voyage vers la Lune - Glen Keane

### Meilleur doublage dans une série ou production TV
- Mages et Sorciers : Les Contes d'Arcadia (Tales of Arcadia: Wizards) - David Bradley
  - Annie & Pony (It’s Pony) - Jessica DiCicco
  - Phinéas et Ferb, le film : Candice face à l'univers (Phineas and Ferb the Movie: Candace Against the Universe) - Ashley Tisdale
  - Dragons : Les Gardiens du ciel (Dragons: Rescue Riders) - Jeff Bennett
  - ThunderCats Rrrr (ThunderCats ROAR!) - Patrick Seitz

### Meilleur doublage dans un long-métrage d'animation
- Le Peuple Loup (WolfWalkers) - Eva Whittaker
  - En avant - Tom Holland
  - Voyage vers la Lune - Robert G. Chiu
  - Les Croods 2 : une nouvelle ère (The Croods: A New Age) - Nicolas Cage
  - Aya et la sorcière (Earwig and the Witch) - Vanessa Marshall

### Meilleur scénario dans une série ou production TV
- Big Mouth - Andrew Goldberg et Patti Harrison
  - Craig de la crique (Craig of the Creek) - Jeff Trammell, Tiffany Ford, Dashawn Mahone et Najja Porter
  - Fancy Nancy - Krista Tucker, Andy Guerdat, Matt Hoverman, Laurie Israel et Marisa Evans-Sanden
  - Harley Quinn - Sarah Peters
  - She-Ra et les Princesses au pouvoir (She-Ra and the Princesses of Power) - Noelle Stevenson

### Meilleur scénario dans un long-métrage d'animation
- Soul - Pete Docter, Mike Jones et Kemp Powers
  - En avant - Dan Scanlon, Jason Headley et Keith Bunin
  - Voyage vers la Lune - Audrey Wells
  - Shaun le mouton le film: la ferme contre-attaque (A Shaun the Sheep Movie: Farmageddon) - Mark Burton et Jon Brown
  - Le Peuple Loup (WolfWalkers) - Will Collins

### Meilleur montage dans une série ou production TV
- Hilda - John McKinnon
  - Cops and Robbers - Brandon Terry, Ezra Dweck et Del Spiva
  - If Anything Happens I Love You -  Peter Ettinger et Michael Babcock
  - La Vie en lumière (Lamp Life) - Serena Warner
  - To Gerard - James Ryan

### Meilleur montage dans un long-métrage d'animation
- Soul - Kevin Nolting, Gregory Amundson, Robert Grahamjones et Amera Rizk
  - Calamity, une enfance de Martha Jane Cannary - Benjamin Massoubre
  - En avant - Catherine Apple, Anna Wolitzky et Dave Suther
  - Shaun le mouton le film: la ferme contre-attaque (A Shaun the Sheep Movie: Farmageddon) -  Sim Evan-Jones et Adrian Rhodes
  - La Famille Willoughby (The Willoughbys) - Fiona Toth et Ken Schretzmann

### Récompenses spéciales
| Winsor McCay Award                           |
| -------------------------------------------- |
| Willie Ito, Sue C. Nichols et Bruce W. Smith |
| June Foray Award                             |
| Daisuke Tsutsumi                             |
| Prix spécial                                 |
| Howard - Don Hahn                            |
| Ub Iwerks Award                              |
| Epic Games pour l'Unreal Engine              |

## Statistiques

### Long-métrage

#### Nominations multiples
- 10 : Soul, Le Peuple Loup
- 7 : En avant
- 6 : Voyage vers la Lune, La Famille Willoughby, Les Croods 2 : une nouvelle ère
- 4 : Les Trolls 2 : Tournée mondiale
- 3 : Shaun le mouton le film: la ferme contre-attaque, Calamity, une enfance de Martha Jane Cannary

#### Récompense multiples
- 7 : Soul
- 5 : Le Peuple Loup

### Courts-métrages et séries

#### Nominations multiples
- 3 : L'Odyssée de Choum, Hilda, La Vie en lumière

#### Récompense multiples
- 3 : Hilda
- 2 : Primal (Genndy Tartakovsky’s Primal)

### Studios

#### Nominations multiples
- 31 : Netflix
- 20 : Pixar Animation Studios, DreamWorks Animation
- 10 : Cartoon Saloon
- 9 : Walt Disney Entertainment

#### Récompense multiples
- 7 : Pixar Animation Studios
- 6 : Cartoon Saloon
- 4 : Netflix
- 2 : DreamWorks Animation